# 纳吉起诉林良实诽谤案
纳吉起诉林良实诽谤案，又称林良实诽谤案，起源于2015年10月27日，当时的时任马来西亚首相兼国阵主席纳吉·阿都拉萨入禀高庭起诉同属国阵成员党马华公会的前总会长林良实诽谤一案。案件在马来西亚引起广泛关注，也是马来西亚历史上第一宗执政党国阵领袖起诉国阵成员党的案件。
2018年5月22日，纳吉正式撤回对林良实的诉讼，并同意支付2万5000令吉的堂费。

## 相关人物

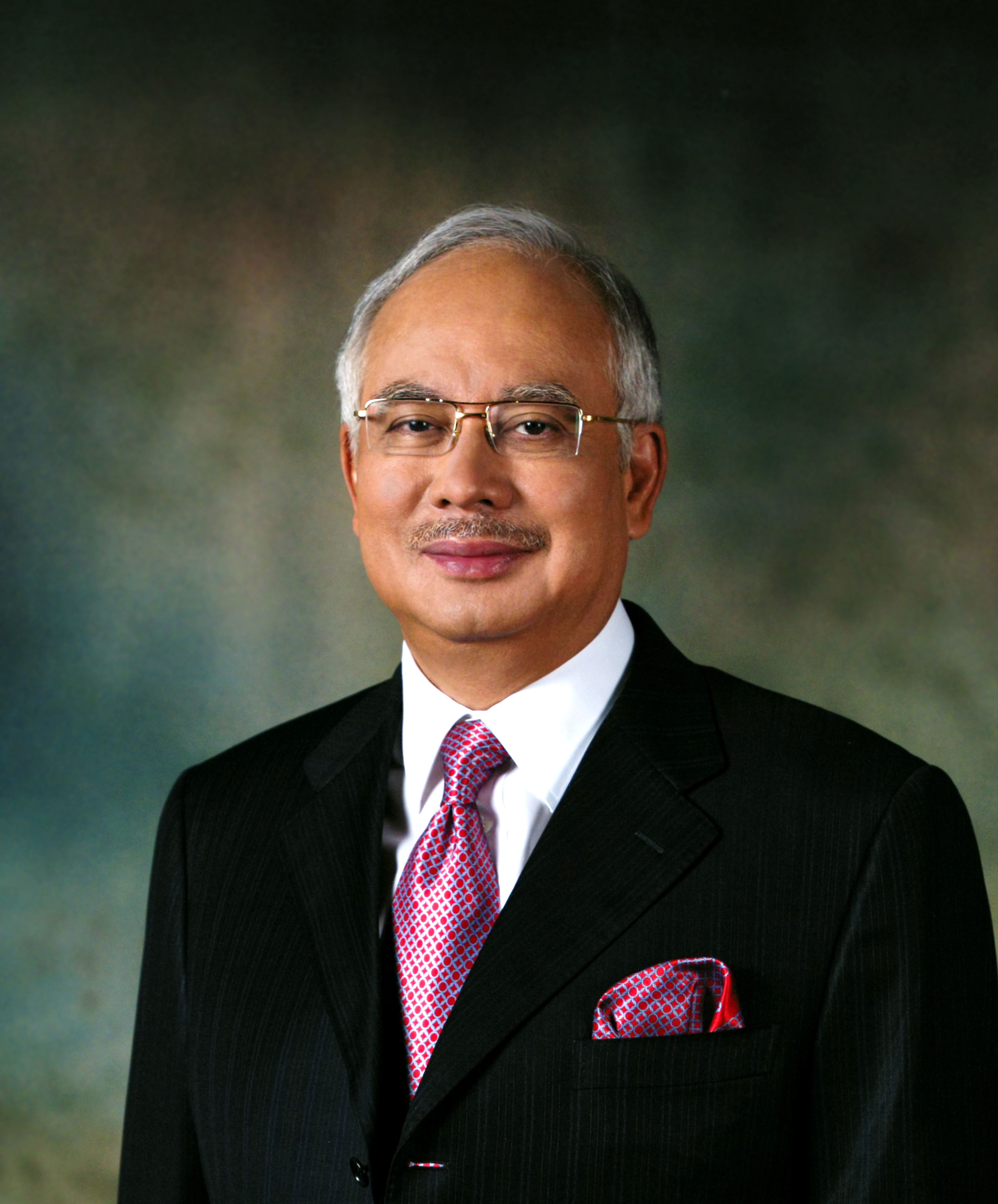
纳吉

- 纳吉·阿都拉萨，时任马来西亚首相，涉及一个马来西亚发展有限公司丑闻（1MDB），本案原告
- 林良实，马华公会前总会长、前交通部长，本案被告
- 兰吉星，林良实的代表律师
- 哈法立占，纳吉的代表律师
- 马哈迪·莫哈末，前任马来西亚首相，尊称“马来西亚现代化之父”，支持林良实

## 背景
2015年，时任马来西亚首相纳吉·阿都拉萨被揭发在一个马来西亚发展有限公司丑闻（1MDB）中将26亿令吉转到自己的私人户口，事件被曝光后引起马来西亚人民的批评浪潮，其中前任首相马哈迪·莫哈末更多次要求其辞职。
已是马华公会前总会长的林良实自2003年5月辞去马来西亚交通部长和马华总会长职以来鲜少对政治发表评论。但在2015年8月29日，林良实出席了倒首相纳吉的净选盟4.0集会，引起广泛讨论。

## 林良实要求纳吉下台
2015年10月3日，林良实针对一个马来西亚发展有限公司丑闻发表言论指外来的钱汇入私人户头是无法被接受的事情，纳吉必须就此引咎辞职。他说：“我同意马哈迪的看法，因为把外来的金钱汇入他的个人银行户头，怎么可以这样？你认同吗？”林良实也首度坦承，他曾在该年8月29日参与了澳洲珀斯举办的净选盟4.0集会，目的是呼吁大家投纳吉不信任票。
之后，马华署理总会长魏家祥、总秘书黄家泉等该党领导层迅速与林良实划清界线，声称其言论不代表马华立场。房地部长阿都拉曼达兰也说，若林良实认为他的言论将削弱纳吉的地位，那显然是错的，相反地，该言论反而将进一步巩固纳吉的地位。

## 纳吉发律师信要求道歉
在林良实发表了言论后，两天后即2015年10月5日，纳吉委托哈法里占律师楼（Hafarizam Wan & Aisha Mubarak），以个人名义向林良实发出律师信，要求他撤回言论与道歉，纳吉之后在面子书贴文中说：
|        | 我已经指示我的律师，向林良实发出律师信，要求他针对最近的言论道歉，因为他的言论已经构成诽谤。 |
| ——纳吉 |                                                                                              |

纳吉也申明，一旦林良实在接获律师信的7天内没有登报道歉，他将采取进一步的法律行动。
这封律师信志期2015年10月5日，由纳吉的律师哈法立占签署后传递至林良实位于武吉白沙罗的住家，并由其妻子王维娜于下午4点签收。纳吉律师要求林良实在7天内完成以下事项：
- 停止针对我们的当事人，发表进一步的诽谤声明或类似声明。
- 发表完整及明确的道歉启事，以及撤回有关的诽谤言论，条件是由我们，代表我们当事人设定。
- 根据我们当事人属意的两份全国报章的页数和尺寸，刊登撤回言论及道歉声明。
- 向我们的当事人提供一封保证信，表明你不会发表诽谤的言论，或类似的言论。
- 赔偿我们当事人就此事所引起的全部费用。

10月6日，林良实妻子王维娜向《星洲日报》证实已接到律师信，她说，林良实与家人将会在和律师研究后才做出回应。马华总会长廖中莱指出，纳吉向林良实发律师信一事已成为法庭程序，需交由法庭决定。另外，林良实的长子林熙隆在受询时说，由于他刚从澳大利亚回国，所以还未听说纳吉要求其父亲就其言论道歉的事。

10月7日，林良实发文告表态不道歉，称愿接受纳吉的挑战。他说：
|  | 我要告诉首相（纳吉），如果你选择起诉我，我就会为自己抗辩。我谦卑地表示，我接受你的挑战。 |

|          | 我期待看到首相在庭上供证，无需置疑的，他若认为此事攸关其名誉，他会这么做。 |
| ——林良实 |                                                                            |

与此同时林良实妻子王维娜和二儿子林熙杰受访时皆表示，林良实对于接获纳吉律师信一事，隔日或会有进展。10月8日，马华副总会长周美芬指该党中央还没就林良实发表的言论做出商讨。
10月9日，尽管纳吉律师指林良实还未正式回复，但其妻子王维娜接受《中国报》访问时证实，林良实已在前一天（10月8日）透过律师做出回复。她说，除了在媒体上公开的声明之外，林良实也已透过律师正式回复纳吉。王维娜指出，虽然被首相恫言喊告，但林良实的心情并没有受太大影响，而且也有很多朋友通过电话和亲自上门慰问。
马华总秘书黄家泉承认纳吉发律师信于林良实的事件使马华陷入两难，党内仅前副总会长颜炳寿公开声援。反对党民主行动党领袖亦纷纷表态要求马华表明立场。10月10日，行动党秘书长林冠英出席在居銮县新邦令金的“希望联盟政治座谈会”后接受媒体访问时说，他看不过眼林良实因发表言论而遭纳吉起诉，并说如果马华不愿意为林良实出头，他愿意帮他出头。

## 纳吉起诉诽谤
2015年10月27日，纳吉通过代表律师哈法立占入禀高庭，正式起诉林良实诽谤，并在诉讼中把林良实列为唯一的答辩人。中华人民共和国官媒《环球时报》以“马总理起诉马华公会前总会长诽谤”的标题报导了此事。
10月30日，林良实代表律师兰吉星证实，他们已接获纳吉对于林良实的诽谤诉状。 兰吉星向《星报》指出，律师团会研究诉讼书，以及采取林良实的下一步指示。他也说，林良实将在此案上为自己捍卫到底。

## 林良实反起诉纳吉
2015年12月14日，林良实通过代表律师兰吉星入禀宣誓书回应纳吉的诽谤诉讼时，一并入禀诉讼反起诉纳吉。他在答辩书中称若纳吉真的重视声誉，则应一并起诉前首相马哈迪·莫哈末、《华尔街日报》及《砂拉越报告》。对此马华总会长廖中莱表示，反起诉属林良实个人权利，不代表马华立场。

## 高庭要求和解
2016年1月11日，高庭法官建议双方进行庭外和解。纳吉的代表律师哈法里占向媒体表示，高庭将此案定于2月18日进行案件管理，届时双方必须告知高庭是否能和解。3月31日，鉴于林良实坚持要求纳吉亲自出面为案件调解，双方无法达成共识，调解以失败告终。

## 马哈迪加入诉讼
在诉讼期间，曾多次公开要求纳吉下台的前首相马哈迪·莫哈末也加入了诉讼。2016年2月15日，马哈迪入禀宣誓书，支持林良实申请撤销纳吉的诽谤诉讼，在宣誓书中马哈迪表示，他曾多次公开指责纳吉撒谎、偷窃、洗黑钱及损害国家司法制度，也多次要求纳吉下台，但纳吉却只起诉发表类似言论的林良实，显然是对言论自由持双重标准。
3月31日，纳吉入禀法庭申请撤销马哈迪支持林良实撤销纳吉诽谤诉讼的宣誓书。5月13日，高庭定于6月21日，聆审纳吉要求撤销马哈迪宣誓书的申请。6月21日，高庭宣布将于7月18日决定是否允许马哈迪宣誓书作为提呈证据。
7月18日，高庭法官诺碧批准纳吉要求删除马哈迪宣誓书的申请，并谕令林良实支付5000令吉堂费。

## 林良实申请撤销诉讼
2016年2月15日，林良实入禀法庭，指纳吉提出的诉讼滥用法庭程序及没有合理的诉讼理由，申请撤销有关诉讼。该诉讼最终于2018年3月16日被驳回。

## 林良实继续批评纳吉
即使双方已在诉讼阶段，林良实仍继续批评纳吉。2016年2月18日，他在雪兰莪州加影出席一场活动后表示只要纳吉及其夫人罗斯玛·曼梳下台，和平、稳定和发展将会重临马来西亚。他说，执政党巫统与国阵都没问题，问题出在纳吉和罗斯玛身上。他也不点名地批评总检察长莫哈末阿班迪阿里称纳吉已经归还了26亿令吉献金中的大部分款项，是在愚弄人民。3月4日，林良实出席由前首相马哈迪·莫哈末号召的倒纳吉大会“拯救马来西亚运动”，并签署了《公民宣言》。4月16日，林良实在访问新山华族历史文物馆时向记者表示，纳吉不应让别人的钱汇入本身的银行户头，这是错误的，不适合当首相，他也强调本身的立场不曾改变，就是要求纳吉下台。
7月23日，林良实表态将考虑出席净选盟5.0集会。11月14日，随著马哈迪成立土著团结党，并誓言下届大选与希望联盟站在同一阵线，林良实在受询会否追随马哈迪脚步时保持一贯作风，笑言“话到唇边留半句”。

## 2018年案件进展
2018年1月8日，高庭法官诺丁哈山在案件管理后，择定4月24日至26日，开庭聆审此案。3月16日，高庭驳回林良实于2016年2月15日要求撤销纳吉起诉他诽谤的诉讼申请，并谕令林良实支付5000令吉堂费。

## 纳吉撤回诉讼
2018年5月9日，纳吉带领的国阵在马来西亚大选中惨败。同年5月22日，纳吉撤回了对林良实的诉讼，高庭谕令他需承担2万5000令吉的堂费。此外林良实也同意撤销其于2015年12月14日的反起诉，双方答应不再挑起类似的诉讼。

## 后续
2019年7月29日，纳吉被控7项涉及SRC国际私人有限公司4200万令吉资金案续审，作为控方第55名证人的兰吉星受召出庭供证时证实，纳吉曾在起诉林良实诽谤的一份宣誓书内承认，其个人户头确实曾收到属SRC国际私人有限公司的4200万令吉资金。
2022年8月19日，纳吉涉及的SRC终极上诉案主控官希旦峇兰代表控方陈词时指出，上诉人（纳吉）辩称不知道4200万令吉资金的来源，是一个蓄意的谎言。他说，因为上诉人在起诉林良实诽谤案的宣誓书中，证实他知道4200万令吉来自SRC国际公司，且流入了他的银行账户。